# Karl Wilhelm Engels

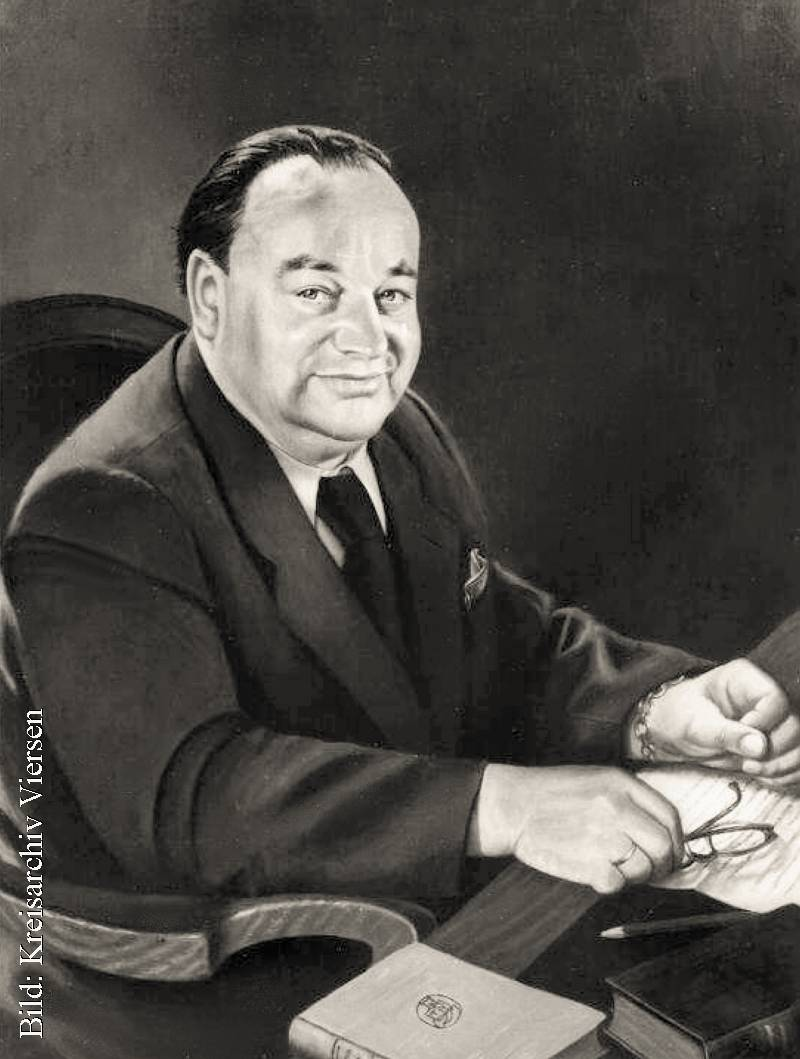
Karl Wilhelm Engels

Karl Wilhelm Engels († 1953) war ein deutscher Journalist, Verleger und Landrat des Kreises Kempen-Krefeld.

## Leben
Karl Wilhelm Engels war Journalist und Herausgeber des Niederrheinischen Tageblatts. Nach kritischen Kommentaren gegen die Nationalsozialisten wurde er 1934 für 21 Tage im „KZ Niederrhein“ im Anrather Zuchthaus inhaftiert und seine Zeitung bis 1935 verboten. Am 31. März 1945 wurde er vom US-amerikanischen Kommandanten Major Dawes zum vorläufigen Landrat des Kreises Kempen-Krefeld ernannt. Nachdem die britischen Besatzer die Besatzung von den Amerikanern übernommen hatten, wurde Engels am 12. Juni 1945 aus dem Amt entlassen.